# (513006) 2017 UB46
(513006) 2017 UB46 es un asteroide perteneciente al cinturón de asteroides, descubierto el 29 de septiembre de 2010 por el equipo del Mount Lemmon Survey desde el Observatorio del Monte Lemmon, Arizona, Estados Unidos.

## Designación y nombre
Designado provisionalmente como 2017 UB46.

## Características orbitales
2017 UB46 está situado a una distancia media del Sol de 2,255 ua, pudiendo alejarse hasta 2,462 ua y acercarse hasta 2,049 ua. Su excentricidad es 0,091 y la inclinación orbital 5,288 grados. Emplea 1237,58 días en completar una órbita alrededor del Sol.

## Características físicas
La magnitud absoluta de 2017 UB46 es 18,564. 